# 대구구암초등학교
대구구암초등학교는 대한민국 대구광역시 북구에 있는 공립 초등학교이다.

## 역사
- 1994-02-05 설립 인가
- 1994-08-12 교사 신축 공사
- 1995-09-01 대구구암초등학교로 개교(42학급)
- 1996-03-01 대구구암초등학교로 명칭 변경(42학급)
- 1996-10-17 급식소 준공
- 1997-08-13 특별교실 3실 증축
- 1997-12-01 체육창고, 조회대 준공식
- 1998-03-01 교육부 지정 인성 자율 시범학교 운영
- 1999-03-02 48학급 편성
- 1999-06-20 열린교육 협력학교 수업공개 및 연수회
- 2000-10-20 교육부 지정 교실수업개선 시범 교육청 수업 공개4,5층 각 2개교실 및 태권도실 증축
- 2009-02-12 제14회 졸업식 257명 졸업
- 2009-03-01 일반학급 42, 특수학급 1, 계 43학급 편성
- 2009-03-01 대구광역시교육청 기초학력 시범학교 지정(2009. 3. 1. ~ 2011. 2. 28.)
- 2010-02-10 제15회 졸업식 243명 졸업
- 2010-03-01 일반학급 39, 특수학급 1, 계 40학급 편성
- 2011-02-16 제16회 졸업식 218명 졸업
- 2012-02-16 제17회 졸업식 204명 졸업
- 2012-03-01 일반학급 35, 특수학급 1 계36학급 편성
- 2013-02-15 제18회 졸업 194명(총 졸업생 4,863명)
- 2013-03-01 일반학급 35, 특수학급 1, 계 36학급 편성
- 2013-03-20 구암 글마루 도서관 이전 개관
- 2014-03-01 일반학급 35, 특수학급1, 계 36학급 편성
- 2015-02-13 제20회 졸업 148명
- 2015-03-01 일반학급 32, 특수학급1, 계 33학급 편성